# 318

## Nașteri
- dată necunoscută: Athanaric rege vizigot (d. 381)